# Agapetes incurvata
Agapetes incurvata là một loài thực vật có hoa trong họ Thạch nam. Loài này được (Griff.) Sleumer mô tả khoa học đầu tiên năm 1939.

## Hình ảnh

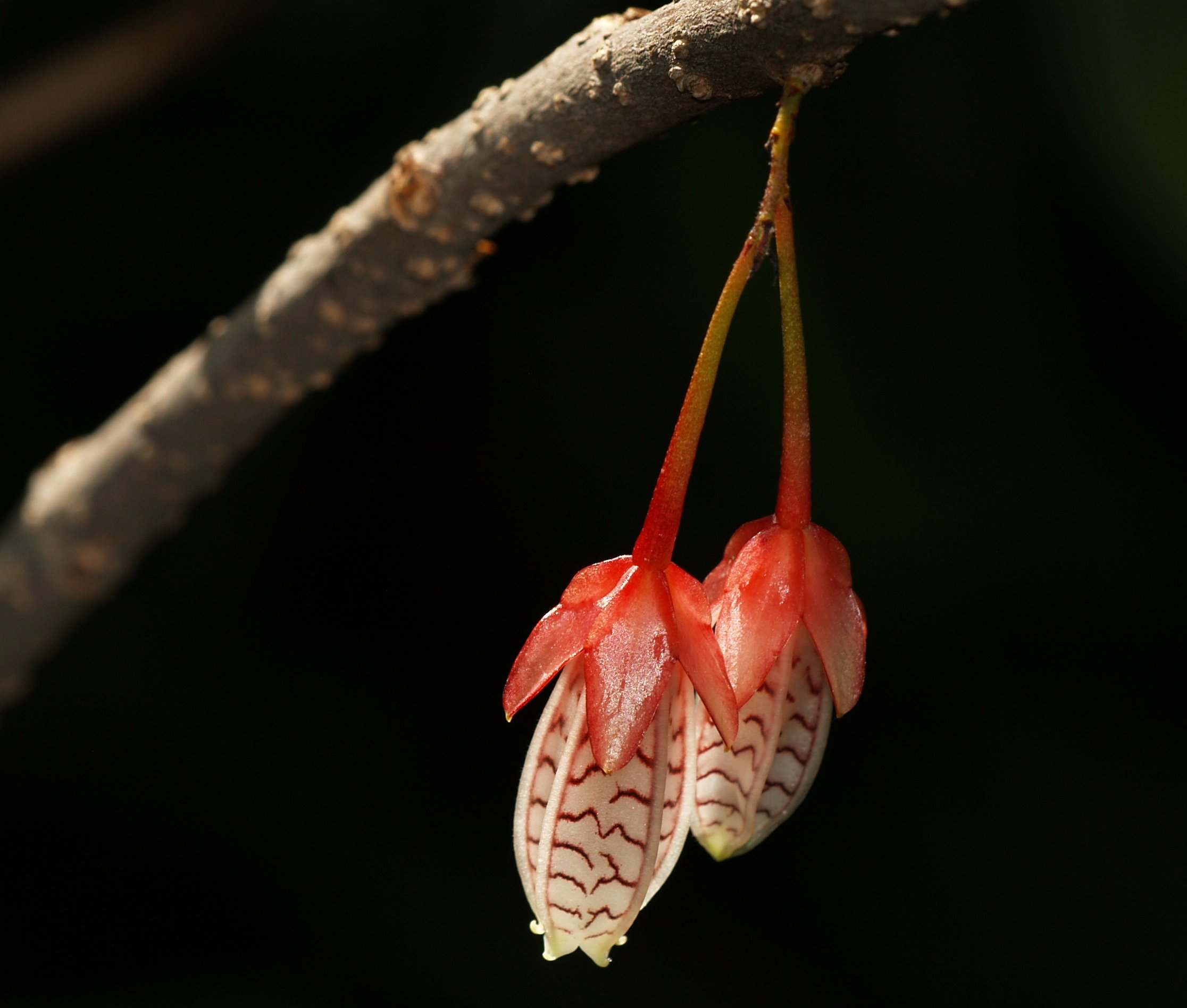